# Stefan Wrzeszcz
Stefan Wrzeszcz herbu Zadora – miecznik żytomierski w latach 1696-1697, sędzia kapturowy ziemi sanockiej w 1696 roku, podwojewodzi sanocki w 1690 roku, sędzia skarbowy ziemi sanockiej w 1690 roku.